# Table des caractères Unicode/U111E0
Cette page contient des caractères spéciaux ou non latins. S’ils s’affichent mal (▯, ?, etc.), consultez la page d’aide Unicode.
Table des caractères Unicode U+111E0 à U+111FF.

## Singhalais – nombres archaïques(Unicode 7.0)
Caractères utilisés pour l’écriture avec l’alphasyllabaire (ou abugida) singhalais. Ce bloc comprend des signes numéraux archaïques pour l'ancien système non positionnel, dont les chiffres de un à neuf, dix symboles pour les dizaines et deux symboles pour la centaine et le millier (il n’y a pas de chiffre zéro, sa position reste encore réservée dans le bloc).

### Table des caractères
| en fr   | 0 | 1 | 2 | 3 | 4 | 5 | 6 | 7 | 8 | 9 | A | B | C | D | E | F |
| ------- | - | - | - | - | - | - | - | - | - | - | - | - | - | - | - | - |
| U+111E0 |   | 𑇡 | 𑇢 | 𑇣 | 𑇤 | 𑇥 | 𑇦 | 𑇧 | 𑇨 | 𑇩 | 𑇪 | 𑇫 | 𑇬 | 𑇭 | 𑇮 | 𑇯 |
| U+111F0 | 𑇰 | 𑇱 | 𑇲 | 𑇳 | 𑇴 |   |   |   |   |   |   |   |   |   |   |   |

### Historique

#### Version initiale Unicode 7.0
C’est à ce jour la seule version publiée de ce bloc.